# Ammoniumhexafluoroarsenat
Ammoniumhexafluoroarsenat ist eine anorganische Verbindung aus der Gruppe der Hexafluoroarsenate.

## Herstellung
Ammoniumhexafluoroarsenat kann durch die Reaktion von Ammoniumfluorid mit Nickel(II)-fluorid und Arsen(V)-fluorid in wasserfreiem Fluorwasserstoff hergestellt werden.

## Eigenschaften und Reaktionen
Ammoniumhexafluoroarsenat kristallisiert im trigonalen Kristallsystem in der Raumgruppe R3 (Raumgruppen-Nr. 148) mit dem Gitterparametern a = 7,512 Å und c = 7,6201 Å sowie 3 Formeleinheiten pro Elementarzelle.